# Iglasjön (Torsås socken, Småland)
Iglasjön är en sjö i Torsås kommun i Småland och ingår i Bruatorpsåns huvudavrinningsområde. Sjön är 2 meter djup, har en yta på 0,0951 kvadratkilometer och är belägen 69,1 meter över havet. Sjön avvattnas av vattendraget Hulekvillen. Vid provfiske har bland annat abborre, braxen, gädda och mört fångats i sjön.

## Delavrinningsområde
Iglasjön ingår i det delavrinningsområde (625098-150315) som SMHI kallar för Mynnar i Bruatorpsån. Medelhöjden är 76 meter över havet och ytan är 20,38 kvadratkilometer. Det finns inga avrinningsområden uppströms utan avrinningsområdet är högsta punkten. Hulekvillen som avvattnar avrinningsområdet har biflödesordning 2, vilket innebär att vattnet flödar genom totalt 2 vattendrag innan det når havet efter 22 kilometer. Avrinningsområdet består mestadels av skog (80 procent). Avrinningsområdet har 0,64 kvadratkilometer vattenytor vilket ger det en sjöprocent på 3,1 procent.

## Fisk
Vid provfiske har följande fisk fångats i sjön:
- Abborre
- Braxen
- Gädda
- Mört
- Sarv
- Sutare